# بیماری ذخیره اسید سیالیک
بیماری ذخیره اسید سیالیک که با نام بیماری سالا (به انگلیسی: Salla Disease) نیز شناخته می‌شود، نوعی بیماری ذخیره لیزوزومی است.
پس از تجزیه گلیکوپروتئینها، گلیکوزآمینوگلیکانها و گلیکوپروتئینها، قندهای اسیدی بایستی به خارج از لیزوزوم انتقال یابند. برداشت این مولکولهای کوچک توسط سیستمهای انتقالی تسهیل می‌شود که ویژگی وسیعی جهت سوبسترا دارند. در پستانداران، ناقلی که مسئول انتقال اسید ان استیل نورآمینیک (اسید سیالیک) است انواعی از آنیونهای آلی با ساختمان متفاوت نظیر لاکتات، اسید گلوکورونیک و اسید هگزا اورونیک را می‌شناسد. نقص ژنتیکی در این ناقل آنیونی مسئول نقائص ذخیره اسید سیالیک می‌باشد.

## علائم بالینی

### نوع شیرخوارگی
زمان تولد، دوران نوزادی و شیرخوارگی: در این نوع پوست روشن، یافته‌های صورت خشن، بزرگی کبد و طحال، هیدروپس جنینی یا آسیت جنینی احتمالی، تشنج، عقب ماندگی شدید عصبی روانی، قرنیه شفاف، رنگ پریدگی دیسک بینایی، دیسوستوزیس مالتی پلکس، فلج اسپاستیک همه اندامها، بزرگی قلب و سندرم نفروتیک در بیمارمشاهده می‌شود و مرگ از عفونت تنفسی قبل از ۴ سالگی رخ می‌دهد.

### نوع بزرگسالی یا بیماری سالا
- زمان تولد و دوره نوزادی: طبیعی.
- دوره شیرخوارگی: معمولاً پس از ۶ ماهگی با عدم تعادل، دیزآرتری، عقب ماندگی ذهنی، یافته‌های خفیف صورت خشن، کاهش تونوس عضلات محوری، جمجمه ضخیم شده، نیستاگموس، فلج اسپاستیک همه اندامها و تشنج تظاهر می‌کند، اما طول عمر بیمار طبیعی می‌باشد.

## نقص بیوشیمی
نقص در ناقل سیالین.

## توارث ژنتیکی
اتوزوم مغلوب.

## میزان بروز
نادر. نوع بزرگسالی در فنلاند نسبتاً شایع است.

## روش تشخیص
- کروماتوگرافی لایه نازک ادرار: برای اسید سیالیک آزاد مثبت است.
- بررسی ناقل آزاد: در فیبروبلاستها.

## درمان
درمان حمایتی در مورد ناتوانیهای هوشی و عصبی لازم است.

## آزمون تشخیص قبل از تولد
بررسی ناقل آزاد در آمنیوسیتهای کشت.